# Uwe Uffelmann
Uwe Uffelmann (* 11. Oktober 1937 in Kassel; † 21. November 2008 in Neckargemünd) war ein deutscher Historiker und Geschichtsdidaktiker.

## Leben
Uffelmann studierte Geschichte, Germanistik und Pädagogik an den Universitäten Marburg und Heidelberg und wurde 1965 in Heidelberg zum Dr. phil. promoviert. Seit 1959 war er Mitglied der Studentenverbindung Heidelberger Wingolf. Von 1965 bis 1971 war er Lehrer am Gymnasium König-Heinrich-Schule in Fritzlar. Von 1967 bis 1969 absolvierte er ein politikwissenschaftliches Begleitstudium. 1971 wurde er an die Pädagogische Hochschule Heidelberg berufen, wo er von 1973 bis 2003 den Lehrstuhl für Geschichte und ihre Didaktik innehatte und mittlere und neuere Geschichte sowie Didaktik der Geschichte lehrte. Er war von 2000 bis 2002 Direktor des Instituts für Gesellschaftswissenschaften.
Von 1989 bis 1999 war Uffelmann 1. Vorsitzender der Konferenz für Geschichtsdidaktik des Verbands der Geschichtsdidaktikerinnen und Geschichtsdidaktiker Deutschlands. Seit 2001 war er Ehrenvorsitzender der Konferenz. Er war außerdem korrespondierendes Mitglied der Kommission für geschichtliche Landeskunde in Baden-Württemberg.

## Forschungsschwerpunkte
Uffelmann trat vor allem auf dem Gebiet der Geschichtsdidaktik hervor und setzte sich für die Problemorientierung im Geschichtsunterricht (POGU) ein. Originell war sein Versuch, ein neues Mittelalter-Curriculum zu entwerfen. Er ging auch stark auf die Fragen einer Identitätsbildung durch Geschichte ein.
Zu seinen Interessen zählten auch die Didaktik der Geschichte des Mittelalters, die Geschichte des Frühmittelalters und der Zisterzienser, die Vorgeschichte und Geschichte der Bundesrepublik Deutschland sowie der Deutschen Demokratischen Republik. Er forschte auch zur Landesgeschichte Südwestdeutschlands nach dem Zweiten Weltkrieg.

## Herausgebertätigkeit
Von 1987 bis 1989 gab er die Reihe Historisches Seminar heraus. Ab 1993 war er gemeinsam mit Bernd Mütter, Bernd Schönemann und Hartmut Voit Herausgeber der Schriften zur Geschichtsdidaktik. Zusammen mit Armin Reese war er ab 1991 Herausgeber der Reihe Historisches Seminar NF.

## Schriften
- Das Regnum Baiern von 788 bis 911. Phil. Dissertation, Universität Heidelberg 1965.
- Internationale Politik und deutsche Frage 1945–1947. Ein didaktisches Konzept für Schule und Studium. Pädagogischer Verlag Schwann, Düsseldorf 1976, ISBN 3-590-18001-3.
- mit Herbert Schneider: Zur Außenpolitik der Bundesrepublik Deutschland. Ein Reader für den historisch-politischen Unterricht. Schöningh, Paderborn 1977, ISBN 3-506-77438-7.
- Das Mittelalter im historischen Unterricht. Pädagogischer Verlag Schwann, Düsseldorf 1978, ISBN 3-590-18007-2.
- Wirtschaft und Gesellschaft in der Gründungsphase der Bundesrepublik Deutschland. Informationen und Materialien für die Sekundarstufe II (= Dortmunder Arbeiten zur Schulgeschichte und zur historischen Didaktik. Band 4). 2 Teilbände, Dortmunder Gesellschaft für Schulgeschichte, Dortmund 1984, ISBN 3-924118-03-5.
- Der Dilsberg im Mittelalter. Entwicklungen und Zusammenhänge. Stadt Neckargemünd, Neckargemünd 1985, ISBN 3-9801105-0-8.
- mit Jörg Thierfelder: Die Zisterzienser. Ein Reformorden im Mittelalter. 16 Farbdias mit Sacherklärungen und Zusatzmaterialien. Calwer Verlag, Stuttgart 1987, ISBN 3-7668-0848-6.
- Der Weg zur Bundesrepublik. Wirtschaftliche, gesellschaftliche und staatliche Weichenstellungen 1945–1949 (= Historisches Seminar. Band 12). Schwann, Düsseldorf 1988, ISBN 3-590-18171-0.
- Problemorientierter Geschichtsunterricht. Grundlegung und Konkretionen (= Forschen – lehren – lernen. Band 4). Neckar-Verlag, Villingen-Schwenningen 1990, ISBN 3-7883-0871-0.
- Identitätsstiftung in Südwestdeutschland. Antworten auf politische Grenzziehungen nach dem Zweiten Weltkrieg (= Historisches Seminar. Neue Folge, Band 8). Schulz-Kirchner, Idstein 1996, ISBN 3-8248-0028-4.
- Neue Beiträge zum problemorientierten Geschichtsunterricht. Schulz-Kirchner, Idstein 1999, ISBN 3-8248-0392-5.
- Politische Wegzeichen. Bausteine zu den westdeutschen Weichenstellungen und zur staatlichen Formierung Südwestdeutschlands nach dem Zweiten Weltkrieg (= Schriftenreihe der Pädagogischen Hochschule Heidelberg. Band 40). Beltz, Weinheim/Basel 2002, ISBN 3-407-32036-1.
- Die Zisterzienser im hohen Mittelalter. Anspruch und Wirklichkeit einer europäischen Lebensform. Ars Una, Neuried 2004, ISBN 3-89391-499-4.
- mit Heinz Pfefferle: Geschichtsdidaktik und Wiedervereinigung. Verstehen, Verständigen, Versagen? (= Geschichtsdidaktik in Vergangenheit und Gegenwart. Band 3). Lit, Münster 2005, ISBN 3-8258-8837-1.
- Die Erhebung des 17. Juni 1953 in der DDR. Ihr noch unentdeckter Beitrag für das historische Selbstverständnis der Deutschen. Ars Una, Neuried 2006, ISBN 3-89391-500-1.
- Das frühe Frankenreich 482–687. Anfänge der abendländischen Geschichte. Ars et unitas, Neuried 2008, ISBN 978-3-936117-63-9.
- mit Heinz Pfefferle: Politischer Regionalismus. Identitätsstiftung und Neugliederung im Südwesten und anderen deutschen Bundesländern. Ars Una, Neuried 2009, ISBN 978-3-89391-412-8.